# Кампо (Каліфорнія)
Кампо (англ. Campo) — переписна місцевість (CDP) в США, в окрузі Сан-Дієго штату Каліфорнія. Населення — 2955 осіб (2020).

## Географія
Кампо розташоване за координатами 32°38′28″ пн. ш. 116°28′28″ зх. д. / 32.64111° пн. ш. 116.47444° зх. д. (32.641004, -116.474545).  За даними Бюро перепису населення США в 2010 році переписна місцевість мала площу 60,83 км², з яких 60,81 км² — суходіл та 0,02 км² — водойми.

## Демографія
Згідно з переписом 2010 року, у переписній місцевості мешкали 2684 особи в 901 домогосподарстві у складі 629 родин. Густота населення становила 44 особи/км².  Було 1105 помешкань (18/км²).
Расовий склад населення:
| - 77,6 % — білих - 4,2 % — чорних або афроамериканців - 3,4 % — корінних американців - 1,2 % — азіатів - 0,2 % — вихідців з тихоокеанських островів - 9,2 % — осіб інших рас |

До двох чи більше рас належало 4,2 %. Частка іспаномовних становила 29,6 % від усіх жителів.
За віковим діапазоном населення розподілялося таким чином: 30,2 % — особи молодші 18 років, 59,1 % — особи у віці 18—64 років, 10,7 % — особи у віці 65 років та старші. Медіана віку мешканця становила 35,2 року. На 100 осіб жіночої статі у переписній місцевості припадало 119,6 чоловіків;  на 100 жінок у віці від 18 років та старших — 109,0 чоловіків також старших 18 років.
Середній дохід на одне домашнє господарство  становив 64 639 доларів США (медіана — 57 521), а середній дохід на одну сім'ю — 65 240 доларів (медіана — 57 792). За межею бідності перебувало 26,8 % осіб, у тому числі 43,1 % дітей у віці до 18 років та 20,9 % осіб у віці 65 років та старших.
Цивільне працевлаштоване населення становило 981 осіб. Основні галузі зайнятості: освіта, охорона здоров'я та соціальна допомога — 22,7 %, транспорт — 19,3 %, науковці, спеціалісти, менеджери — 13,6 %, мистецтво, розваги та відпочинок — 10,7 %.